# Анун (село)
Анун (перс. انون) — село в Ірані, у дегестані Чубар, у бахші Хавік, шагрестані Талеш остану Ґілян. У переписі 2006 року вказане як окремий населений пункт, але без відомостей про чисельність населення.